# Rob Beckett

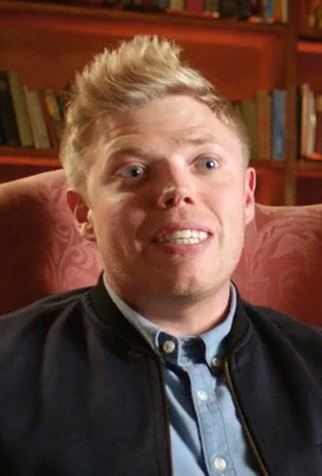
Rob Beckett im Jahr 2016

Robert Anthony Beckett (* 2. Januar 1986 in Mottingham, Bromley, London) ist ein britischer Komiker, Moderator und Schauspieler.

## Leben
Becket wuchs zusammen mit vier Brüdern in Mottingham auf, einem Stadtteil im Stadtbezirk Bromley im Südosten von London. Er besuchte die Coopers School in Chislehurst.
Seit 2014 ist er mit Louise Watts verheiratet, mit der er zwei Töchter hat.

## Karriere
Beckett begann 2009 mit der Stand-up-Comedy und gewann bereits im ersten Jahr vier Preise. Er belegte für seinen Auftritt in So You Think You're Funny den dritten Platz und gewann den „Amused Moose Laugh-Off“, der es ihm ermöglichte, auf dem Adelaide Fringe Festival in Australien aufzutreten. In Adelaide wurde Beckett in der Kategorie „Best Newcomer“ nominiert.
2011 hatte Beckett einen Gastauftritt als Mike in der Channel 4-Fernsehserie Fresh Meat.
Sein Debüt auf dem Fringe Festival in Edinburgh hatte er 2012 mit seinem Programm Rob Beckett's Summer Holiday.
Von 2012 bis 2014 war Beckett Co-Moderator von I'm a Celebrity...Get Me Out of Here! NOW!, einer Begleitsendung zu I’m a Celebrity … Get Me Out of Here! auf dem zweiten Programm von ITV; er moderierte das Format an der Seite von Laura Whitmore und Joe Swash. Im Oktober 2015 gab er bekannt, dass er das Format verlassen werde, um sich auf seine Tournee zu konzentrieren; er wurde durch Komiker David Morgan ersetzt.
Beckett präsentierte auch die Sonntagssendung Rock'N'Roll Football auf dem privaten Radiosender Absolute Radio von August 2014 bis 2018.
An der Seite des Komikers Ian Smith und des ehemaligen Fußballers Jimmy Bullard moderierte Beckett den satirischen Fußball-Podcast The Magic Sponge auf dem britischen Fernsehsender Dave; einem „respektlosen Blick auf das Leben von Profifußballern.“
2016 war Beckett Sprecher bei der Serie Celebs Go Dating für den britischen Fernsehsender E4. Auch in der zweiten Staffel des Formats, die im Februar 2017 begann und sich diesmal auch internationalen Prominenten aus Übersee widmete, kommentierte er und schrieb Beiträge. Seit 2016 ist Beckett ein Mannschaftskapitän der Panel-Show 8 Out of 10 Cats auf dem britischen Fernsehsender More4.
Beckett war Kandidat und später Gewinner in der dritten Staffel von Taskmaster, die im Oktober 2016 ausgestrahlt wurde. Im Jahr 2018 präsentierte er die Samstagabend-Unterhaltungsformate Wedding Day Winners an der Seite von Lorraine Kelly und All Together Now mit Geri Halliwell auf BBC One.

## Filmografie
| Jahr      | Titel                                      |
| --------- | ------------------------------------------ |
| 2012–2014 | I'm a Celebrity...Get Me Out of Here! NOW! |
| 2016–     | Celebs Go Dating                           |
| 2016–     | 8 Out of 10 Cats                           |
| 2016      | Taskmaster                                 |
| 2017      | Comic Relief                               |
| 2017      | The One Show                               |
| 2017      | Comedy Playhouse: Static                   |
| 2017      | Anthony Joshua vs Rob & Romesh             |
| 2018      | Wedding Day Winners                        |
| 2018–     | All Together Now                           |
| 2018      | Rob Beckett's Playing for Time             |
| 2019      | Rob & Romesh vs...                         |

## Nominierungen
- 2002: Gewinner des Laughing Horse in der Kategorie „New Act Of The Year“